# Villa Roser

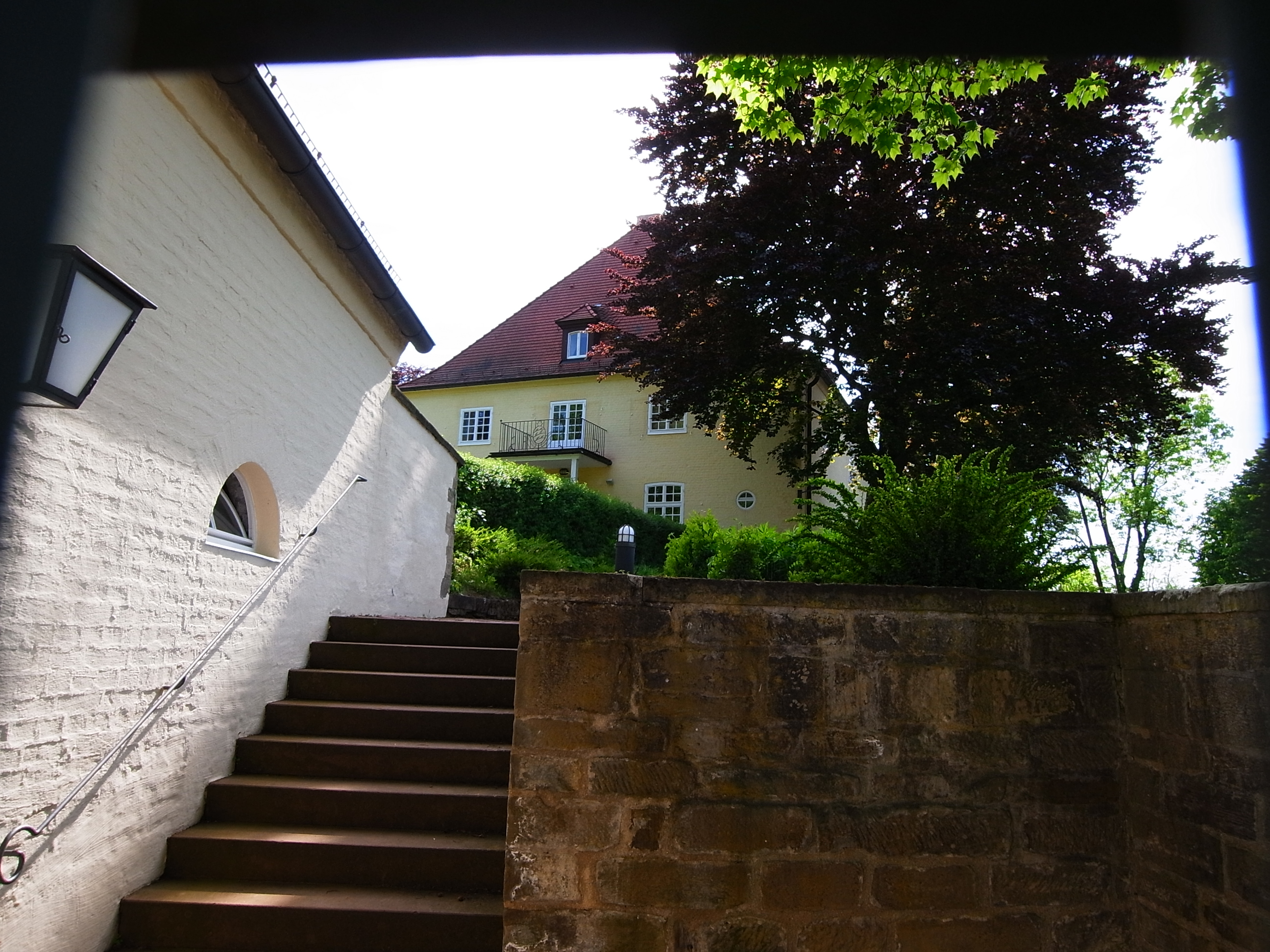
Ausschnitt der Fassade der Villa Roser

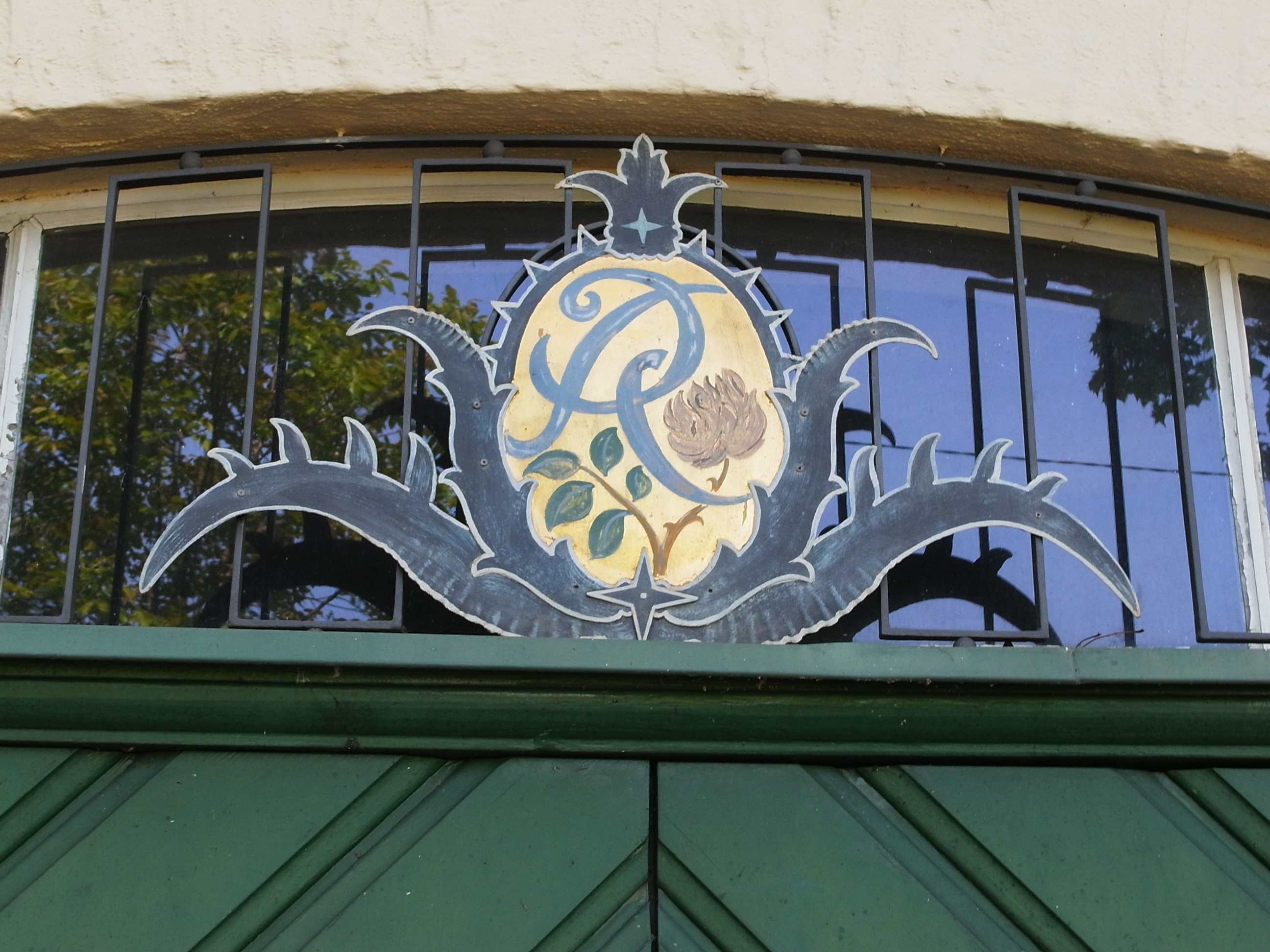
Familienschild der Fabrikantenfamilie Roser (Detail)

Die Villa Roser ist eine großbürgerliche Villa im Heimatstil am Killesberg in Stuttgart-Nord im Feuerbacher Weg 51 aus den Jahren 1925–26.
Ebenso wie das Landhaus Roser hatte die Feuerbacher Lederfabrikantenfamilie Willy Roser den Bau in Auftrag gegeben. Architekt des Anwesens war einer der neben Paul Bonatz zu den Hauptvertretern der Stuttgarter Schule zählenden Hochschullehrer, der Heimatschutzarchitekt Paul Schmitthenner.

## Architektur
Die Villa Roser ist ein würfelförmiger (kubischer), blockhaft geschlossener, mit Schlämmputz ummantelter, Baukörper aus Ziegelmauerwerk. Gedeckt wird er durch ein hoch gezogenes Walmdach, das mit Biberschwänzen belegt ist. Der Grundriss und die Fassade unterwerfen sich streng einem axialsymmetrisch aufgebauten Strukturraster. Die Villa galt als wohnkulturelles Leitbild für ein konservatives, gehobenes Bürgertum, ebenso aber auch als Vorbild des „deutschen Wohnhauses“.

## Heutige Nutzung
Die Villa Roser ist heute im Besitz der katholischen Gesamtkirchengemeinde Stuttgarts. 1986 wurde das Anwesen gründlich restauriert.

## Landhaus Roser
Kurz vor Erbauung der Villa Roser durch Paul Schmitthenner errichtete in weiterer Nachbarschaft, ebenfalls im Auftrag der Fabrikantenfamilie Roser, Paul Bonatz das herrschaftliche Landhaus Roser. Dieses liegt Am Bismarckturm 58. Beide Gebäude zusammen gelten als exponiertes Beispiel der Spannweite des Schaffens der „Stuttgarter Schule“ in der Weimarer Zeit.